# ناصر القعود
ناصر القعود سياسي واقتصادي سعودي يشغل منصب الأمين العام المساعد بالأمانة العامة لدول مجلس التعاون الخليجي في الرياض والوزير المكلف بالوحدة النقدية.

## وصلات خارجية
- حوار مكثف على صحيفة العرب القطرية لناصر القعود حول الحدة النقدية